# Massacre d'Arcey (1674)
Le massacre d'Arcey est un massacre qui eut lieu à Arcey (Doubs), le 8 janvier 1674, pendant la guerre de Hollande ou la seconde guerre de conquête de la Franche-Comté par la France. Des troupes françaises en expédition punitive attaquent le bourg d'Arcey et après avoir pillé le village, massacrent les habitants retranchés dans l'église et le cimetière. Cet événement connut un très fort retentissement dans toute la région et poussa les Comtois à résister à la conquête française.

## Contexte
Janvier 1674, la guerre de conquête de la Franche-Comté a débuté. À la suite d'un raid comtois victorieux en Alsace, mené par le colonel de Massiet, le commandement militaire français installé à Belfort organise une expédition punitive en Franche-Comté. Le marquis de Vaubrun donne l'ordre au colonel de Vascal d'attaquer l'est du comté de Bourgogne entre Villersexel et la frontière suisse.

## Déroulement des faits

### Assaut contre le village
Dans la nuit du 7 au 8 janvier, le colonel de Vascal, à la tête de 2600 hommes, quitte Belfort et traverse le comté de Montbéliard, la région d'Héricourt et arrive à l'aube dans les environs d'Arcey. De Vascal part à l'assaut du village avec douze escadrons : l'objectif initial est simplement le pillage et la soumission du lieu. Les cavaliers français dévastent alors le village, pillent et incendient les maisons. Les villageois se retranchent dans l'église et le cimetière, espérant recevoir des renforts des villages voisins. Les Français parviennent au centre du village et se retrouvent devant l'église. Une partie des habitants sont retranchés derrière une palissade qui ceinture l'église, une autre dans le clocher et d'autres encore dans la nef.

### Échec des négociations
Sébastien Viennot, un des habitants retranchés dans l'église, demande à parlementer avec le lieutenant de dragons Asfils. Il lui déclare qu'ils laisseront les Français piller leurs maisons et prendre leurs biens mais qu'ils ne consentiront ni à se rendre ni à laisser l'église être pillée ou détruite. Le Français rétorque qu'il est déterminé à s'emparer de l'église et recommande aux Comtois de ne pas résister en vain. Alors que la discussion cesse, les soldats français attaquent la palissade érigée autour de l'église et le lieutenant Asfils tire au pistolet sur l'église. Les assiégés répondent par une salve d'un quinzaine de tirs qui tue plusieurs Français dont un des officiers qui eut la cervelle arrachée.

### Assaut contre l'église
Les Français, pris d'indignation, s'en prennent au reste du village qui n'a pas encore brûlé. Une vingtaine de Comtois se sont installés dans le clocher et renouvellent leurs tirs. Les femmes rechargent les fusils pendant que les hommes tirent. Les échanges de coups de feu vont durer plus de deux heures.
Peu après, des Français qui vinrent à bout de la palissade, réussissent à passer par une fenêtre et à entrer par la sacristie qu'ils pillent et saccagent aussitôt. Ils entrent peu après dans l'église, mais sont reçus par un Comtois, Jacques Cabet, qui s'était positionné dans la chaire, s’apprêtant à abattre le premier Français qui entrerait dans l'église, dans le but de couvrir la retraite des survivants dans le clocher. S'il parvient dans un premier temps à les contenir, il doit abandonner sa position devant le déferlement de soldats qui investissent les lieux. Il s'élance par une fenêtre à l'extérieur mais est abattu avant de pouvoir franchir la palissade. Les Français sont à présent maîtres du rez-de-chaussée de l'église. Les Comtois s'étant entièrement barricadés dans le clocher, les Français ne parviennent plus à progresser.

### Massacre des Comtois
Ils rassemblent alors du foin et du bois et mettent le feu au bas du clocher qui génère immédiatement une épaisse fumée qui se répand dans le clocher. Une vieille femme restée en bas dans l'église, s'écrie qu'elle n'aurait jamais cru les Français capables d'un acte aussi atroce: elle est aussitôt tuée d'un coup de pistolet.
Le chapelain du Comte de Vascal, supplie ce dernier de faire cesser tout cela, mais le colonel lui rétorque qu'il était expédient pour l'honneur de la France de procéder de la sorte et enfin qu'il fallait exécuter et presser cet ordre et se retirer promptement...
Les Comtois agitent un drapeau blanc au sommet du clocher et demandent que les femmes et les enfants puissent être évacués. Les Français acceptent et les laissent sortir. Ils exhortent les hommes à en faire autant, mais ces derniers refusent, préférant rester fidèles à Dieu et à leur roi. Une partie des femmes se refusent à évacuer. L'incendie repart aussitôt et les Comtois continuent à tirer depuis le clocher jusqu'à la mort du dernier dans des conditions effroyables. Certains brûlent vif dans le clocher et d'autres tentent de sauter. Ceux qui survécurent à la chute furent achevés ensuite. Une jeune fille de 14 ans saute en flamme du clocher. Elle sera sauvée par un soldat français qui éteint les flammes sur ses vêtements: elle sera la seule survivante des occupants du clocher. Une centaine de personnes périront finalement dans cette église et notamment 23 dans le clocher.

## Suites et conséquences
Les soldats français capturèrent les blessés, et les ramenèrent à Belfort dans cinq chariots. Mais sur leur chemin du retour ils furent harcelés par des bandes comtoises qui leur tendirent plusieurs embuscades. Leur retour se changea en déroute avec environ 200 morts dans les rangs français.
L’événement déclencha une vague de haine et d'indignation sans précédent. Les Comtois, jusque là divisés sur la conduite à tenir, réagissent en s'opposant massivement à l'invasion française qui s'ensuit. À Arbois, Gray, Besançon, Salins, Luxeuil et surtout Faucogney, les habitants assiégés préféreront résister plutôt que de se rendre. En juillet 1674, lors du siège de Faucogney, le commandant espagnol de la ville répond à la sommation des Français  qu'il est résolu à mourir pour le Roy à l'exemple de ceux d'Arcey, plutôt que de tomber aux mains des Français. Là aussi, les Français incendient la ville pour soumettre les défenseurs et tuent femmes, enfants et vieillards.
En février 1674, une garnison française stationnée à Pont de Roide, est attaquée et massacrée par les Comtois s'écriant "Mort aux bourreaux d'Arcey!".

## Commémoration

Blason de la commune d'Arcey

En souvenir de cet événement, la commune d'Arcey a modifié son blason  en 2017: 
D'azur semé de billettes d'or, au lion couronné de même armé et lampassé de gueules, issant d'un brasier de même et brandissant une épée d'argent, au chef échancré de trois pièces d'azur, chargé d'une rose de gueules boutonnée d'or et rayonnante de seize pièces de même, paraissant dissiper des nuées d'argent mouvant des bords du chef.

## Culture
- Poème de Joseph Bouvier, Arcey, 8 janvier 1674, 1882